# Martin Siems
Martin Raffael Siems (geb. 22. Februar 1948; gest. 26. Februar 2020 in Hamburg) war ein deutscher Psychologe, Psychotherapeut und Buchautor. Er publizierte Fachbücher zur Selbsthilfe. Das gemeinsam 1974 mit seinem Kollegen Lutz Schwäbisch verfasste Buch „Anleitung zum sozialen Lernen für Paare, Gruppen und Erzieher“ erreichte eine Auflage von mehr als 400.000 Exemplaren. Siems war der Entwickler des Soulings®, eines tiefenpsychologischen, körperorientierten und spirituellen therapeutischen Weges.

## Werdegang
Martin Siems studierte Psychologie an der Universität Hamburg. Er arbeitete ab 1974 als Psychologe in eigener tiefenpsychologisch orientierter Praxis in Hamburg-St. Georg. Für mehr als 40 Jahre bot er Gruppen für Laien zur Selbsthilfe an, in denen die Teilnehmer lernten, sich gegenseitig hilfreich zu begleiten. In diesen Gruppen wurde auch mit Atemmeditationen, Bewegungsmeditationen, Tanz und Spiel gearbeitet. Ab 1990 nannte er diese Arbeit Souling®. In diesem körperorientierten Ansatz geht es darum, wieder mit seinem Selbst oder seiner Seele in Kontakt zu kommen und nicht in der Verhaftung mit seiner Persönlichkeit stecken zu bleiben. In der Begegnung mit dem "inneren Kind" und der Rekonstruktion der Familiengeschichte, die von körpertherapeutischen Übungen unterstützt wird, können Verletzungen heilen und neue Wege gefunden werden. Es fließen u. a. Elemente reichianischer Körperarbeit, Fokussing, Teilearbeit und EMDR in einen Souling®-Prozess ein.

## Werke
- Martin Siems: Emotionale Heilung 2, 2017, Kamphausen, ISBN 978-3-96051-684-2.
- Martin Siems: Emotionale Heilung 1, 2015, Kamphausen, ISBN 978-3-95802-581-3 (Paperback), 978-3-95802-582-0 (Hardcover), 978-3-95802-583-7 (E-Book)
- Martin Siems: Souling – Mehr Liebe und Lebendigkeit, eine Anleitung zur Selbsthilfe, 1997, rororo Sachbuch, ISBN 3-499-60219-9
- Martin Siems: Dein Körper weiß die Antwort – Focusing als Methode der Selbsterfahrung, 1997, rowohlt repertoire, ISBN 978-3-688-10383-6
- Martin Raffael Siems: Liebe Lust, Ekstase. Das spirituell-erotische Körperprogramm für Schwule, 1995 im Verlag Bruno Gmünder, ISBN 3-86187-020-7
- Martin Siems: Coming out: Hilfen zur homosexuellen Emanzipation, 1980 im Rowohlt-Verlag
- Lutz Schwäbisch, Martin Siems: Selbstentfaltung durch Meditation, 1976 im Rowohlt-Verlag und 2006 erneut aufgelegt vom Schirner-Verlag, ISBN 3-89767-515-3
- Lutz Schwäbisch, Martin Siems: Anleitung zum sozialen Lernen für Paare, 1974 im Rowohlt-Verlag, ISBN 3-499-16846-4

## Tonträger/CD
- Martin Siems: Emotionale Heilung 1, ISBN 978-3-95802-581-3
- Martin Siems: Emotionale Heilung 2, ISBN 978-3-96051-684-2